# Gustavo Galindo de la Rosa
Gustavo Galindo de la Rosa (Guadalajara, Jalisco, 7 de abril de 2000) es un futbolista mexicano que se desempeña en la demarcación de portero, actualmente milita en los Pioneros De Cancún de la Liga Premier de México.

## Trayectoria

### Juveniles
Galindo se unió a la academia juvenil del Atlas Fútbol Club en 2015. Luego se transfirió al equipo de Club Deportivo Oro de la tercera división coronando con éxito 29 juegos. Galindo luego continúa su desarrollo con las reservas de los Tigres de la UANL pasando por la sub-17 y sub-20. Antes de recibir la oportunidad de jugar con la Liga MX con el primer equipo.

### Tigres de la UANL
Después de jugar en las categorías juveniles del Atlas y aparecer en seis juegos con el equipo sub-20 de los Tigres de la UANL en 2019-20, fue liberado después de esa temporada y consideró renunciar a su sueño de convertirse en jugador profesional. Sin embargo, firmó un contrato de dos años como reemplazo de emergencia el 14 de agosto de 2020 después de que ambos porteros del primer equipo dieron positivo por COVID-19 y ambos porteros sub-20 resultaron lesionados. Debutó en la Primera División de México dos días después, recibiendo tres goles en una derrota ante el Toluca.

## Clubes
| Club        | País   | Año             |
| ----------- | ------ | --------------- |
| Tigres UANL | México | 2020 - Presente |

## Palmarés

### Títulos internacionales
| Título                           | Club        | Sede    | Año  |
| -------------------------------- | ----------- | ------- | ---- |
| Liga de Campeones de la Concacaf | Tigres UANL | Orlando | 2020 |